# Campanula propinqua
Campanula propinqua är en klockväxtart som beskrevs av Fisch. och Carl Anton von Meyer. Campanula propinqua ingår i släktet blåklockor, och familjen klockväxter. Inga underarter finns listade i Catalogue of Life.